# Almacenamiento de hidrógeno

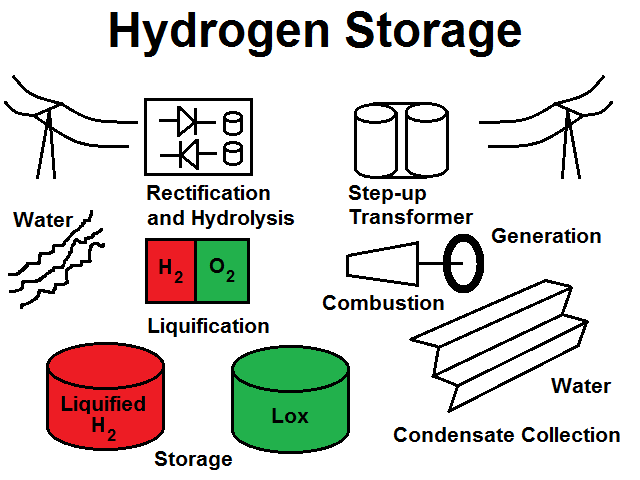
Diagrama esquemático del proceso de almacenamiento de hidrógeno.

El almacenamiento de hidrógeno se refiere a la metodología para almacenar H2 con el objetivo de utilizarlo posteriormente. Almacenar eficazmente hidrógeno es una necesidad para desarrollar una economía de hidrógeno. La mayoría de las investigaciones dirigidas al almacenamiento de hidrógeno se enfocan en almacenarlo de manera compacta y ligera para vehículos de hidrógeno. Para lograr dicho objetivo se estudian distintos métodos, que incluyen altas presiones y temperaturas criogénicas, pero principalmente compuestos químicos que presenten capacidad de almacenamiento y liberación de hidrógeno, ya sea mediante enlaces químicos o por fisisorción.
Además de poder utilizarse en la industria automotriz, el hidrógeno tiene potencial uso en plantas de energía solar y energía eólica, ya que se puede almacenar en forma de hidrógeno la energía excedente que se produce durante las horas pico de generación, para luego utilizarla en horas pico de consumo.
El hidrógeno, en comparación con los hidrocarburos (como la gasolina o el propano), es mucho más difícil de almacenar y transportar con la tecnología actual. El hidrógeno en estado gaseoso tiene una densidad muy baja comparada con la de los hidrocarburos líquidos, por lo que requiere de un tanque mucho más grande para almacenar la misma cantidad de energía. Un tanque de hidrógeno gaseoso grande requeriría mucho mayor espacio y sería mucho más pesado que un tanque pequeño que almacenara en forma de hidrocarburos la misma cantidad de energía. Si el tanque de hidrógeno es a presión se reduciría su tamaño, pero no su peso (véase recipiente bajo presión). Obtener hidrógeno comprimido requiere energía para el compresor. A mayor presión, más energía disipada en dicho paso. 
Alternativamente el hidrógeno puede almacenarse de forma líquida (como en el transbordador espacial). Sin embargo el hidrógeno líquido requiere almacenamiento criogénico, dado que este elemento hierve alrededor de los -252.882 °C. Por lo tanto su licuefacción requiere una gran disipación de energía porque requiere un alto aporte energético para enfriarlo a esa temperatura. Los tanques también deben estar bien aislados para prevenir la evaporación. Los tanques con aislante térmico suelen ser caros y delicados. Asumiendo que todo eso sea resuelto, persiste el problema de la densidad. El hidrógeno líquido tiene peor densidad por volumen que los combustibles de hidrocarburos: aproximadamente 4 a 1. Hay alrededor de 64 % más de  hidrógeno en un litro de gasolina (116 gramos) que en un litro de hidrógeno líquido puro (71 gramos). El carbono en la gasolina también contribuye a que, al quemarse, aporte más energía.